# Sant'Agata dei Goti Falanghina
Il Sant'Agata dei Goti Falanghina è un vino DOC la cui produzione è consentita nella provincia di Benevento.

## Caratteristiche organolettiche
- colore: paglierino più o meno intenso con riflessi verdognoli.
- odore: fruttato, delicato.
- sapore: secco, fresco, armonico.

## Produzione
Provincia, stagione, volume in ettolitri
- nessun dato disponibile